# Dactylinius
Dactylinius is een geslacht van kevers uit de familie van de loopkevers (Carabidae). De wetenschappelijke naam van het geslacht is voor het eerst geldig gepubliceerd in 1941 door Straneo.

## Soorten
Het geslacht Dactylinius is monotypisch en omvat slechts de volgende soort:
- Dactylinius punctipennis (Burgeon, 1937)